# Larry Lake

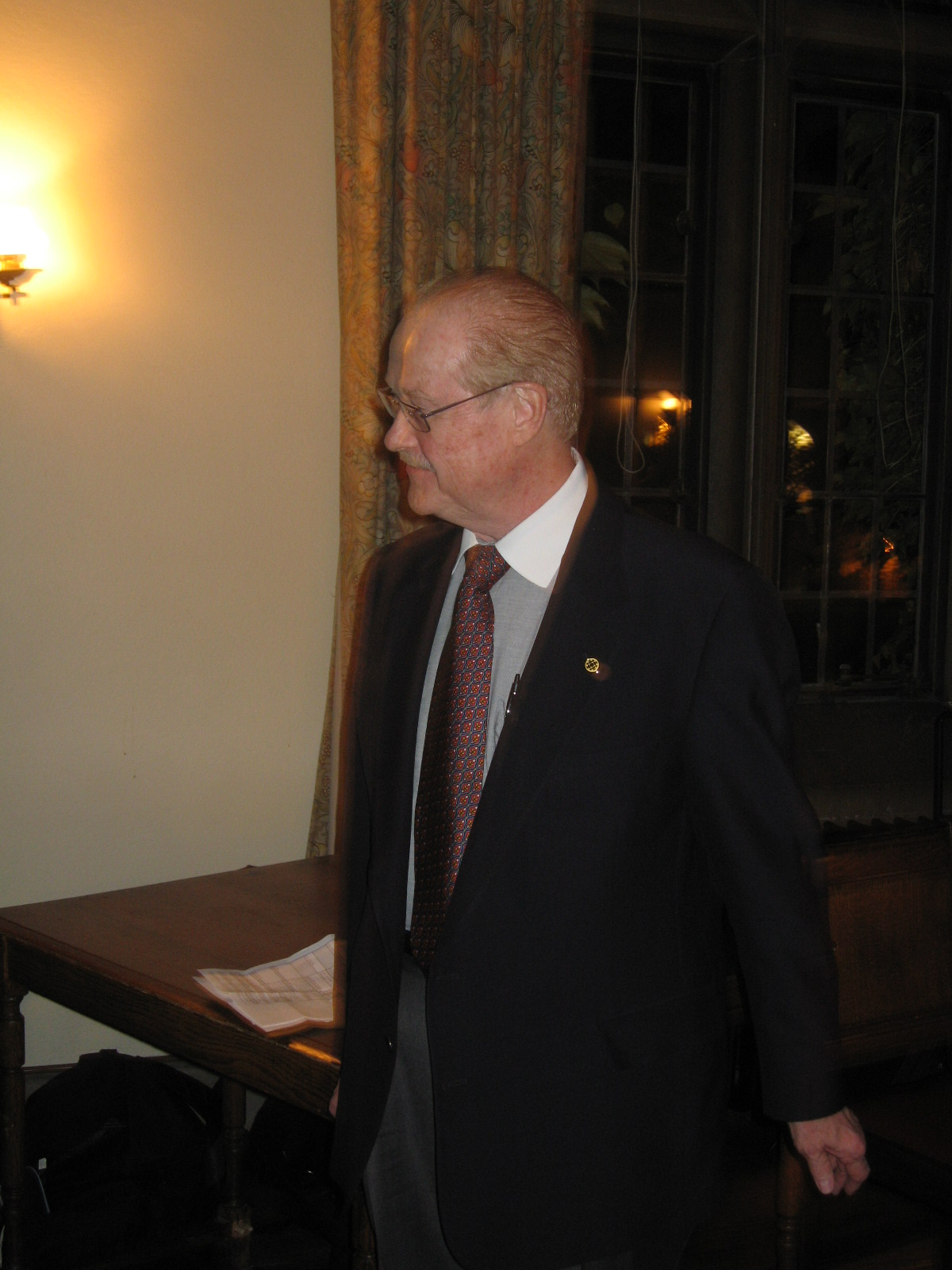
Larry Lake en 2006.

Larry Ellsworth Lake (2 de julio de 1943 - 17 de septiembre de 2013) fue un compositor, trompetista, escritor independiente en la música, locutor de radio y productor musical estadounidense de origen canadiense. Como compositor fue conocido sobre todo por su música electrónica. Sus composiciones musicales se caracterizan por la integración de los instrumentos acústicos con los electrónicos en presentaciones en vivo. Desde 1985 hasta su muerte ocupó el cargo de director artístico del Canadian Electronic Ensemble, un grupo del que fue miembro fundador. Durante casi 30 años fue anfitrión y se desempeñó como asesor musical para el programa de Radio CBC, Two New Hours. Fue un asociado del Centro de Música Canadiense (CMC), que era el presidente del Ontario Region Council del CMC y fue miembro ejecutivo de la junta nacional de la CMC. También era un miembro de la Comunidad Electroacústica de Canadá y de la Liga Canadiense de Compositores. Sus composiciones recibieron múltiples premios de la CMC (1982, 1984, 1987) y de la Major Armstrong Foundation. Recibió tres nominaciones a los premios Juno por su trabajo como productor musical.